# Sanal Edamaruku
Sanal Edamaruku (Thodupuzha, em Kerala, Índia, 26 de maio de 1955) é o fundador-presidente da Rationalist International e presidente da Indian Rationalist Association. É o editor da publicação virtual Rationalist International.